# Lovoa trichilioides
Lovoa trichilioides (có các tên gọi bằng tiếng Anh như African walnut (óc chó châu Phi), Congowood (gỗ Congo), hay Tigerwood (gỗ hổ)) là loài thực vật thuộc Họ Xoan. Loài tìm thấy ở Angola, Cameroon, Cộng hòa Congo, Cộng hòa Dân chủ Congo, Bờ Biển Ngà, Gabon, Ghana, Liberia, Nigeria, Sierra Leone, Tanzania, và Uganda. Loài bị đe dọa mất môi trường sống.